# Euclidiodes aurea
Euclidiodes aurea är en fjärilsart som beskrevs av Butler 1882. Euclidiodes aurea ingår i släktet Euclidiodes och familjen mätare. Inga underarter finns listade i Catalogue of Life.